# جان تولند
جان تولند (انگلیسی: John Toland; ۲۹ ژوئن ۱۹۱۲ – ۴ ژانویهٔ ۲۰۰۴) تاریخ‌نگار، نویسنده، و رمان‌نویس اهل ایالات متحده آمریکا بود.

## اثار
زندگینامه آدولف هیتلر   ۱۹۷۶ که در پاورقی روزنامه اطلاعات در سال ۱۳۵۶ منتشر میشد
خورشید تابان: ظهور و سقوط امپراطوری ژاپن ۱۹۷۰ 